# Resist (álbum)
Resist es el álbum debut del trío bristoliano Kosheen, lanzado en el año 2001. Él álbum fue lanzado primero en los países de Benelux como "Benelux Limited Edition" por Moksha Records el 25 de junio de 2001. La edición inglesa salió a la venta en septiembre (esta versión incluye una canción adicional), por Sony BMG. La edición japonesa salió en 2003 como un álbum doble, el segundo disco incluye una colección de B-sides.

## Lista de canciones

### Benelux Limited Edition
1. "Demonstrate"
2. "Hide U"
3. "Catch"
4. "Cover"
5. "Harder"
6. "(Slip & Slide) Suicide"
7. "Empty Skies"
8. "I Want It All"
9. "Resist"
10. "Repeat to Fade"
11. "Hungry"
12. "Face in a Crowd"
13. "Pride"
14. "Cruelty"
15. "Let Go"
16. "Playing Games"
17. "Gone"

### Edición inglesa
1. "Demonstrate"
2. "Hide U"
3. "Catch"
4. "Cover"
5. "Harder"
6. "Suicide"
7. "Empty Skies"
8. "I Want It All"
9. "Resist"
10. "Hungry"
11. "Face in a Crowd"
12. "Pride"
13. "Cruelty"
14. "Let Go"
15. "Gone"
16. "Hide U (John Creamer and Stephanie K Remix)"